# 尚功
尚功，女官名。管理营造百役等事，隋朝、唐朝、宋朝、金朝、明朝都设置。
隋文帝开皇二年（582年）开始设置，为宫廷女官，掌管女功程课，员额三人，视为从九品。下属有司制三人，管理财帛出入的典会三人。隋炀帝改为尚工从五品，为尚工局长官，编制二人。下设司制、司宝、司彩、司织四司。唐朝再称尚功，改为正五品。员额二人，掌女工之课程，下设司制、司珍、司彩、司计四司。宋朝、金朝、明朝都按照唐朝制度设置。明成祖永乐之后，把职权归于宦官。